# Asellus (zoologia)
Asellus Geoffroy, 1762 è un genere di crostacei isopodi della famiglia Asellidae, comuni nelle acque dolci dei climi temperati.

## Tassonomia
Comprende le seguenti specie:
- Sottogenere Arctasellus
  - Asellus alaskensis Bowman & Holmquist, 1975
  - Asellus birsteini Levanidov, 1976
  - Asellus latifrons Birstein, 1947
- Sottogenere Asellus
  - Asellus amamiensis Matsumoto, 1961
  - Asellus aquaticus (Linnaeus, 1758)
  - Asellus balcanicus Karaman, 1952
  - Asellus epimeralis Birstein, 1947
  - Asellus ezoensis Matsumoto, 1962
  - Asellus hilgendorfii Bovallius, 1886
  - Asellus hyugaensis Matsumoto, 1960
  - Asellus kosswigi Verovnik, Prevorcnik & Jugovic, 2009
  - Asellus kumaensis Matsumoto, 1960
  - Asellus levanidovorum Henri & Magniez, 1995
  - Asellus monticola Birstein, 1932
  - Asellus musashiensis Matsumoto, 1961
  - Asellus primoryensis Henry & Magniez, 1993
  - Asellus shikokuensis Matsumoto, 1960
  - Asellus tamaensis Matsumoto, 1960
- Sottogenere Mesoasellus
  - Asellus dybowskii Semenkevich, 1924